# Gesù Buon Pastore alla Montagnola (titre cardinalice)
La diaconie de Gesù Buon Pastore alla Montagnola est un titre cardinalice institué par Jean-Paul II en 1985.

## Titulaires
- Jozef Tomko (1985-1996)
- James Francis Stafford (1998-2008)
- Velasio De Paolis, C.S. (2010-2017)
- Lazarus You Heung-sik (depuis 2022)

## Sources
- (it) Cet article est partiellement ou en totalité issu de l’article de Wikipédia en italien intitulé « Gesù Buon Pastore alla Montagnola (diaconia) » (voir la liste des auteurs).